# Женщины в Непале
Статус женщин в Непале менялся на протяжении всей истории. До 1990-х годов, как и в некоторых других азиатских странах, женщины Непала, как правило, подчинялись мужчинам практически во всех аспектах жизни. Исторически Непал был преимущественно патриархальным обществом. Сильная предвзятость в пользу сыновей в непальском обществе означала, что дочери подвергались дискриминации с рождения и не имели равных возможностей. Дочери были лишены многих привилегий, включая право на образование, здравоохранение, имущественные права родителей, социальный статус, последний обряд умерших родителей, и считались чужой собственностью и обязанностями. Драматические позитивные изменения в роли и статусе женщин в Непале, приведшие к сокращению гендерного неравенства, произошли с принятием в Непале Конституции 1990 года.
Представительство женщин в Учредительном собрании  на выборах в  2013 года резко возросло до 29 % по сравнению с 2,9 % в 1991 году (в тогдашнем парламенте). Женщины участвуют в принятии решений на всех уровнях. Увеличилось участие правительства в обеспечении гендерного равенства. Женщины Непала стали общественными лидерами, политиками-экологами и владельцами бизнеса. В октябре 2015 года Непал избрал свою первую женщину-президента Бидхью Деви Бхандари. Среди других известных непальских женщин — лауреаты премии CNN «Герой года» Анурадха Койрала, Пушпа Баснет, первая женщина на Эвересте Пасанг Ламу Шерпа, спортсменки, удостоенные международных наград Мира Рай, Пхупу Лхаму Хатри и первая женщина-главный судья Сушила Карки.
Хотя роль и статус женщин в современном непальском обществе претерпели масштабные изменения, правоприменение законов, направленных на гендерное равенство, за пределами нескольких крупных городов —слабое.
Так как непальское общество находится под сильным влиянием индуистской системы верований, подчеркивающей отцовское происхождение и патриархальную систему, реализация этих законов была сложной задачей. Сложная гористая топография усугубляет в отдалённых местах: гендерное неравенство, дискриминацию по кастовому признаку, плохой доступ к здравоохранению. В Непале нет закона о сексуальных домогательствах. Непальские женщины более подвержены изнасилованиям и домашнему насилию, а молодые женщины рискуют быть проданными в публичные дома Индии. Существует также множество суеверий и табу во время менструации, результатом которых является запрет прикасаться к питьевой воде, жизнь вдали от дома в уединении и запрет совершать или посещать религиозные мероприятия.

## История

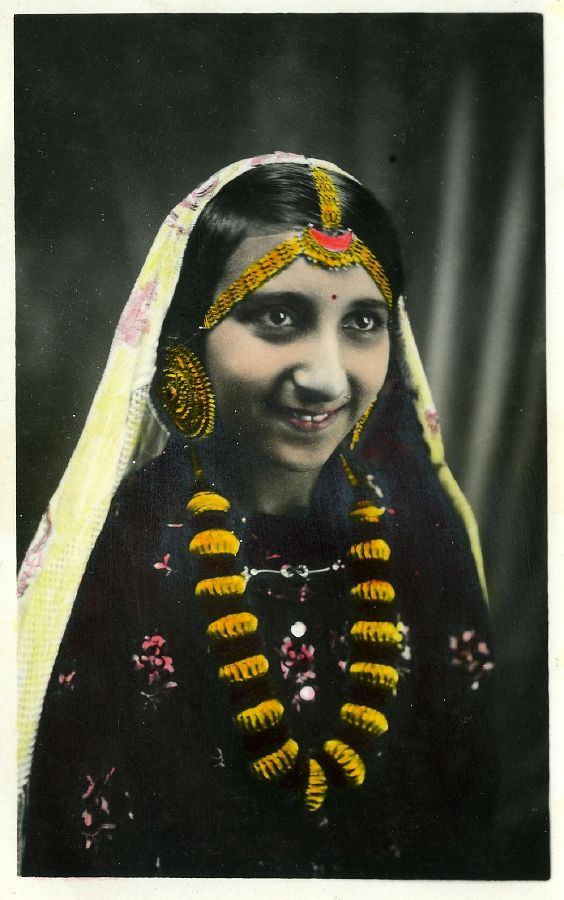
Непальская женщина в традиционной одежде, 1900-е годы.

В Непале, преимущественно аграрном обществе, старшая женщина играла руководящую роль в семье, контролируя ресурсы, принимая важные решения о посадке и сборе урожая, а также определяя расходы и бюджетные ассигнования. Жизнь женщин была сосредоточена на их традиционных ролях — выполнении большинства домашних дел, доставке воды и корма для животных и выполнении сельскохозяйственных работ. Их положение в обществе во многом зависело от социального и экономического положения их мужей и родителей. У них был ограниченный доступ к рынкам, производственным услугам, образованию, здравоохранению и местному самоуправлению. Недоедание и бедность сильнее всего бьёт по женщинам. Женщины обычно работали больше и дольше, чем мужчины. Однако, женщины из высококлассных семей имели горничных, которые выполняли большую часть домашних дел и другую чёрную работу.
Экономический вклад женщин был существенным, но неучтённым, поскольку воспринимался как нечто само собой разумеющееся. Заработная плата женщин была обычно на 25 % меньше, чем у мужчин. В Непале более 76 % женщин заняты в сельском хозяйстве, только 19 % женщин владеют основными средствами, тогда как 25 % женщин являются главами домохозяйств. Вне домашнего хозяйства женская занятость обычно ограничивалась посадкой, прополкой и сбором урожая. В городских районах лица, мигрировавшие из сельской местности или имеющие более низкий экономический статус, были заняты на домашних и традиционных работах, а также в государственном секторе, в основном на должностях низкого уровня.
Одним из ощутимых показателей статуса женщин является их уровень образования. Хотя конституция предлагает женщинам равные образовательные возможности, многие социальные, экономические и культурные факторы способствовали снижению набора в школу и более высокому проценту отсева девочек. Неграмотность является самым большим препятствием на пути расширения равных возможностей и статуса женщин. При этом уровень образования девочек из богатых и образованных семей  значительно выше, чем у девочек из бедных семей, аналогично и для мальчиков.
По данным переписи 2011 года, уровень грамотности в Непале составлял:
- 71,1 % для мужчин
- 46,7 % для женщин.

В начале 1990-х годов существовала прямая корреляция между уровнем образования и статусом (высокие статусные должности). Но в семье образованная женщина не обязательно имела более высокий статус. Так, внутри семьи статус женщины, особенно статус невестки, был более тесно связан с авторитетом её мужа, а также с богатством и статусом её родительской семьи, чем что-либо ещё.

## Закон
Конституция Королевства Непал 1990 года гарантирует отсутствие дискриминации по признаку пола, а в 1991 году правительство ратифицировало Конвенцию о ликвидации всех форм дискриминации в отношении женщин.
В 2002 году были приняты законы:
- о праве женщин наследовать имущество от рождения (при вступлении в брак любое имущество должно быть возвращено семье родителя, а жена взамен получает равные права на имущество мужа)
- о праве женщин на развод при определённых условиях
- легализация абортов
- ужесточение наказаний для насильников

В 2006 году изнасилование в браке в Непале было объявлено вне закона.
В 2009 году были приняты законы:
- Закон о запрете приданого в Непале[12]
- «Закон о домашнем насилии и наказаниях 2066»[13].

В 2018 году вступил в силу закон, вводящий наказание в отношении тех, кто принуждает женщин соблюдать традицию Чхаупади (ограничения во время менструации) .
Временная конституция Непала 2063 содержит некоторые положения, направленные на повышение статуса женщин:
- дочь может получить равное родительское имущество с сыном, если она попросит,
- женщина может развестись с мужем и получить 50 % его имущества
- ребёнок может получить гражданство на имя своей матери
- 20%-ную квоту для женщин в каждом правительственном учреждении и 33 % мест в парламенте .

В 2021 году в целях борьбы с торговлей людьми в целях сексуальной эксплуатации Департамент иммиграции предложил политику, требующую от женщин в возрасте до 40 лет иметь письмо и разрешение от семьи на выезд за границу. Критики этой политику считают, что женщины будут вынуждены заниматься незарегистрированной работой, что увеличивает риск торговли людьми и жестокого обращения.

## Гендерные роли

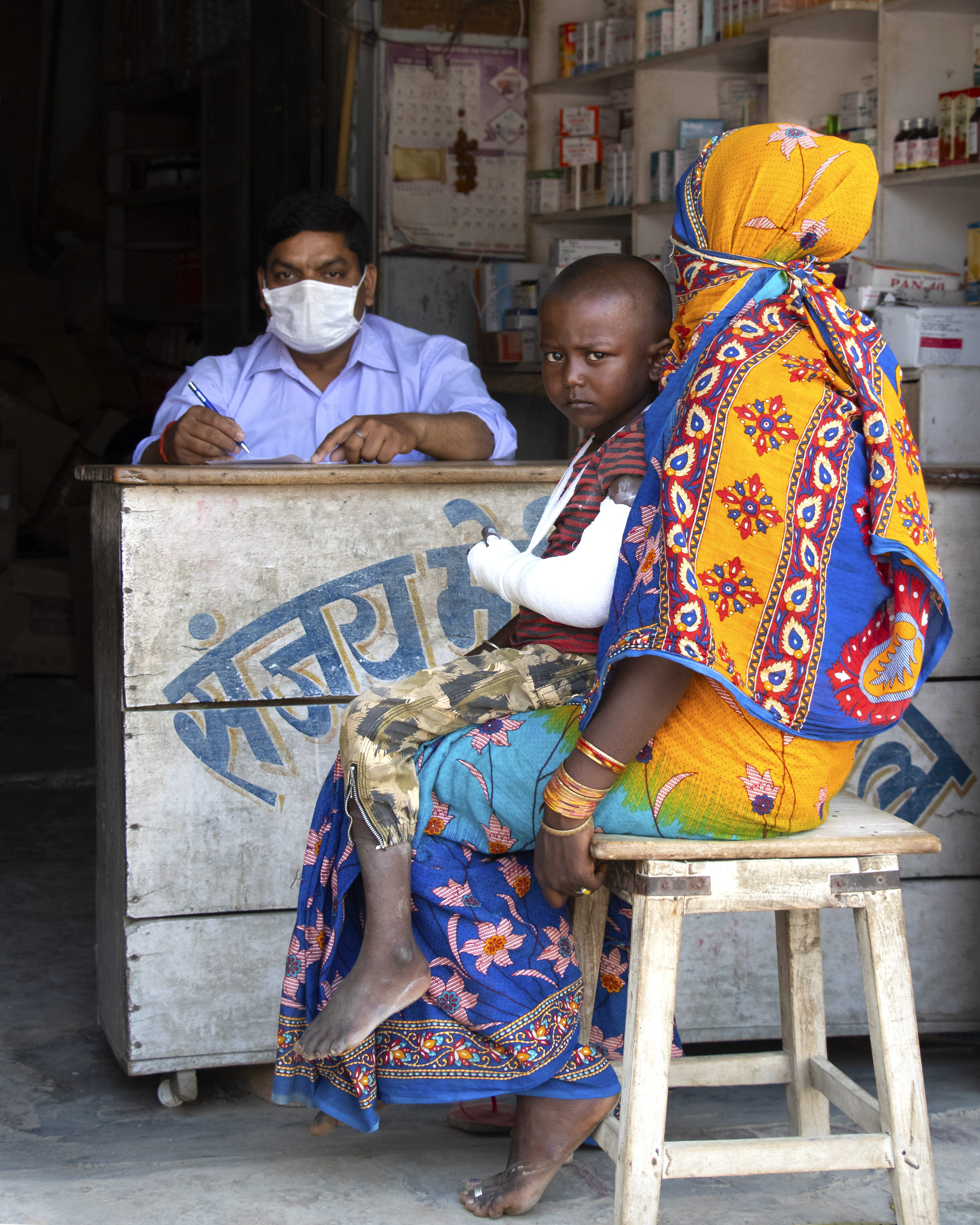
Непальская женщина с ребёнком в медицинском магазине в Раджбирадже.

Исторические гендерные роли и стереотипы в Непале:
- мужчина-кормилец
- женщина осуществляет уход,

Увековечена роль женщины, предлагающей свой труд в оплачиваемых рыночных сферах труда в условиях крайнего экономического стресса и бедности.
Мужчины преимущественно взаимодействуют с внешним миром, тогда как основная сфера деятельности женщин находится внутри домашнего хозяйства. Говорят, что непальские девочки и женщины работают больше, чем мальчики и мужчины, тратя на 25-50 % больше времени на домашние дела, экономическую и сельскохозяйственную деятельность. При этом участие женщин в экономической деятельности остаётся статистически невидимым. 
Не учитывается в национальных системах учёта роль женщины в:
- секторе ухода
- репродуктивной работе (рождение, воспитание детей) при этом мать поддерживают бабушка, сестра или старшие дети[18]
- ведении домашнего хозяйства.

При этом эта деятельность имеет решающее значение для благополучия членов домохозяйства и эффективного участия в различных сферах — экономической, социальной и политической. Ввиду того, что женщины выполняют эти роли, которые статистически не считаются экономическими и, следовательно, не оцениваются в денежном выражении, женским ролям и их вкладу присваивается низкий статус.
В Непале расширение прав и возможностей женщин неразрывно связано с уменьшением влияния доминирующей индуистской социальной структуры, которая негативно влияет на все аспекты социальной, культурной и экономической жизни.
Женщины пассивно принимают отношение непальского общества, что  увековечивает гендерной дискриминацию. В Непале слова женщин считаются правдой лишь наполовину и не воспринимаются всерьез. С женщинами обращаются как с сезонными работниками, и их отсылают, когда они больше не нужны, часто потому, что они не смогли произвести на свет сыновей (биология говорит нам, что пол определяется спермой отца). Социальные установки не изменятся до тех пор, пока женщины верят в их истинность и пока родители решают воспитывать своих детей в семьях, где гендерная дискриминация является нормой.
В некоторых этнических группах и социальных классах роль женщин в экономике выходит за рамки домашней сферы:
- женщины Такали участвуют в гостиничном и ресторанном бизнесе
- образованные женщины-гурунги занимают должности в частном и государственном секторах
- женщины в общинах Тибето-Буннан активно участвуют в рыночной экономике
- женщины из профессиональных каст работают полевыми чернорабочими или носильщиками у других.

## Приданое
Система приданого в Непале запрещена законом, принятым в 2009 году. Несмотря на законы, случаи домашнего насилия, связанные с приданым, продолжаются, присутствует общее ощущение безнаказанности. Насилие, связанное с приданым, особенно распространено в поясе Тераи. О случаях принудительного исполнения закона о приданом (на 2013 год) не известно.
В общине неваров система приданого задумывалась как подарок, который поможет невесте на случай, если у неё возникнут проблемы в будущем. Утварь и деньги, полученные ею в приданое, должны были храниться отдельно под её собственным присмотром, пока не наступит час нужды. Со временем это превратилось в систему, которая фактически оказывает большее давление на семью невесты, чтобы она оправдала ожидания семьи жениха. Практика приданого ослабляет статус женщины в семье вместо первоначальной идеи укрепить его.

## Детские браки
Детские браки распространены в Непале. Непал входит в десятку стран с самым высоким уровнем детских браков. Причина детских браков — бедность. Распространённость детских браков варьируется по стране в зависимости от уровня образования, благосостояния, географического положения, религии и этнической принадлежности. Детские браки приводят к беременности и родам в молодом возрасте, что часто приводит к проблемам со здоровьем (выпадение матки).
Также широко распространены дети-вдовы, которые считаются ведьмами, приносящими неудачу. Их заставляют покаяться в своих грехах и носить белую одежду до конца жизни. Для таких вдов запрещено:
- вступать в повторный брак
- получать общее удовольствие от жизни
- есть определённую еду
- участвовать в семейных событиях
- смотреть мужчинам в глаза
- выходить из дома.

Детские браки являются частью индуистской культуры, и многие люди не видят в этой практике проблем. Многие дети-вдовы в Непале страдают от жестокого обращения и травм во время и после брака. Разница в возрасте между женихом и невестой обычно большая.

## Домашнее насилие
Непальские культурные, социальные и религиозные модели неоднократно закрепляют низкий социальный статус женщин, что часто приводит к деструктивному образу жизни между полами.  Непальские женщины никогда не должны отказывать в просьбах своего партнёра, а в случае несогласия женщин «наказывают». Этот аспект непальской культуры обычно стимулирует домашнюю эксплуатацию. Однако, согласно непальскому законодательству, женщина подверглась домашнему насилию тогда и только тогда, когда она пострадала от принуждения к половому акту. Даже когда об этом сообщается, любая форма косвенного наказания применяется редко.
В 2009 году было проведено исследование с целью определить связь между отдельными факторами риска и домашним насилием среди замужних женщин Непала в возрасте 15-24 лет.
В ходе исследования было выяснено:
- ~51,9 % женщин, участвовавших в исследовании подвергались той или иной форме насилия (эмоциональное, физическое или иное)
- 25,3 % указали, что подверглись физическому насилию
- 46,2 % признались, что стали жертвой той или иной формы сексуального насилия .

Согласно исследованию BMC Women’s Health, факторами, приводящими к сексуальному насилию женщин Непала в браке были:
- низкий уровень грамотности
- низкий уровень здравоохранения
- большая разница в возрасте
- употребление алкоголя.

ProQuest Biological Science Collection опубликовала исследование, проведённое в отношении непальских мужчин:
- 21 % считают, что  физическое насилие над своей супругой полностью оправдано
- ~ 5 % этих мужчин находят оправданным применение силы для полового акта
- ~ 3 % заявляют, что могут по праву совершить прелюбодеяние, если их супруга не желает вступать в половой акт в это конкретное время.

Поэтому, чтобы решить серьёзную проблему домашнего насилия в стране Непал, необходимо сначала обратиться к убеждениям и культурным ритуалам мужа. Мужчины в Непале верят, что морально правильно, а в некоторых случаях, что это их гражданский долг, физически дисциплинировать своих жен. Ради улучшения положения непальских женщин необходимо изменить общую мужскую систему убеждений.
Ученые, изучающие социальные аспекты Непала, полагают, что распространённое в Непале домашнее насилие восходит к 1996 году (Народная война в Непале) До войны в Непале было зафиксировано незначительное насилие.
Стандарты и ожидания от брака, как их понимают жители Непала, неверны. Непальский брак легче связать с отношениями господина и раба, чем с мужем и женой. 
Хотя в 2009 году был принят «Закон о домашнем насилии и наказаниях 2066», он редко соблюдается или признается. Для правонарушителей предусмотрено наказание до шести месяцев тюрьмы. На исход жизни этих женщин можно было бы существенно положительно повлиять, если бы у них было безопасное место, куда можно было пойти и сообщить о преступлениях, совершенных против них.
С появлением первой женщины-президента, первой женщины-спикера Палаты представителей и первой женщины-главного появилась надежда на расширение прав и возможностей женщин посредством образования и доступа к экономике.

## Чхаупади
Чхаупади — это социальная практика, распространённая в западной части Непала для индуистских женщин, которая запрещает женщине участвовать в обычной семейной и общественной деятельности во время менструации. В это время женщины считаются нечистыми, их не пускают в дом, и они вынуждены жить в сарае (хижина Чауппади).
Социальная практика Чхаупади была объявлена вне закона Верховным судом Непала в 2005 году.
В 2016 году правительство приняло закон, вводящий наказание в отношении тех, кто принуждает женщин соблюдать эту традицию, закон вступил в силу в августе 2018 года.

## Охота на ведьм
Охота на ведьм в Непале является обычным явлением , особенно для женщин из низших каст. Основные причины насилия, связанного с колдовством, включают широко распространённую веру в суеверия, отсутствие образования, недостаточную осведомленность общественности, неграмотность, кастовую систему, доминирование мужчин и экономическую зависимость женщин от мужчин. Жертв этой формы насилия часто избивают, пытают, публично унижают и убивают. Иногда нападениям подвергаются и члены семей обвиняемых.

## Галерея

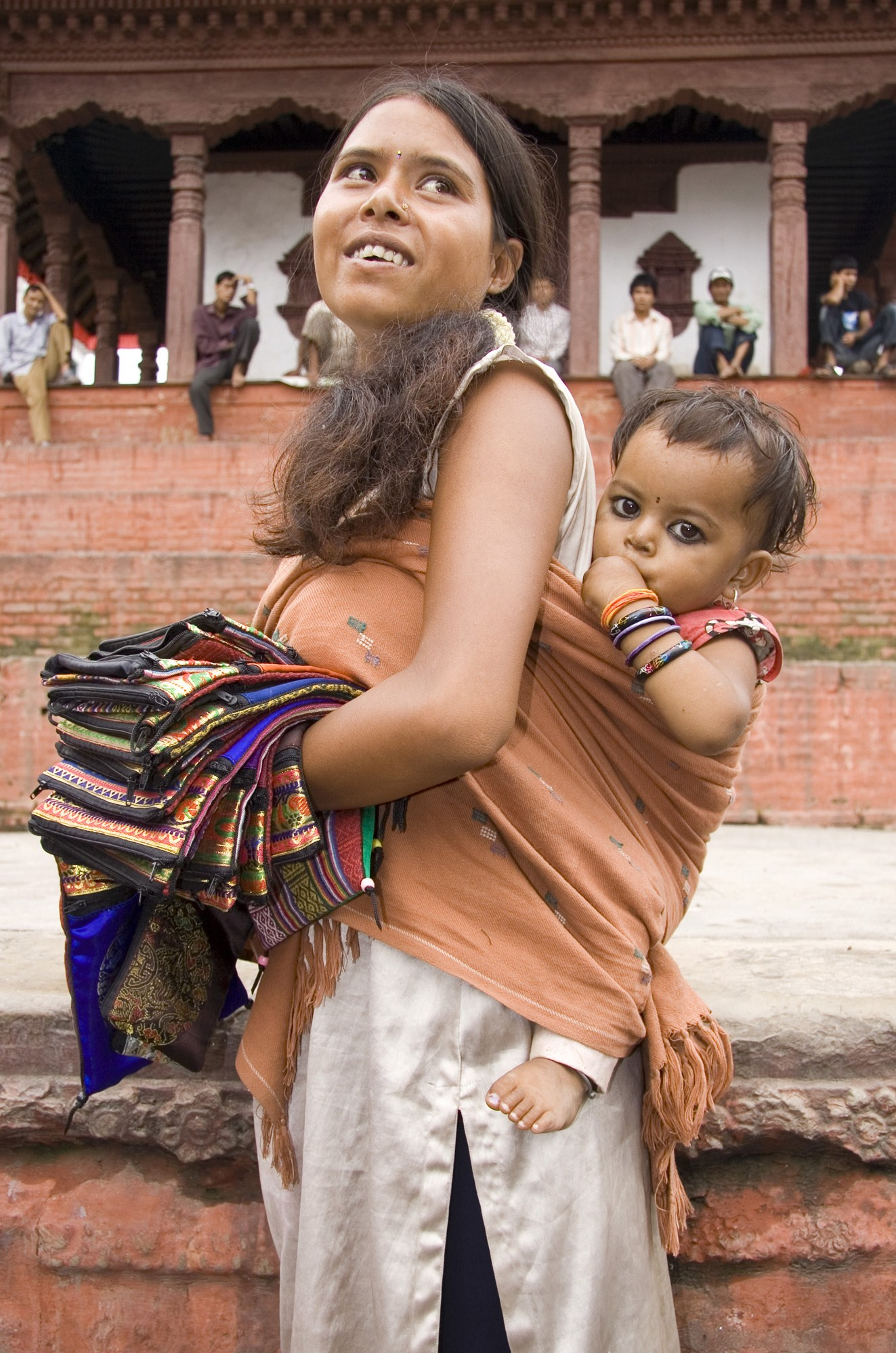
Мать и дитя в Непале
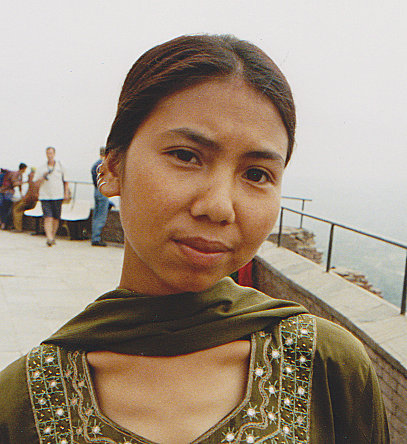
Молодая женщина в Непале
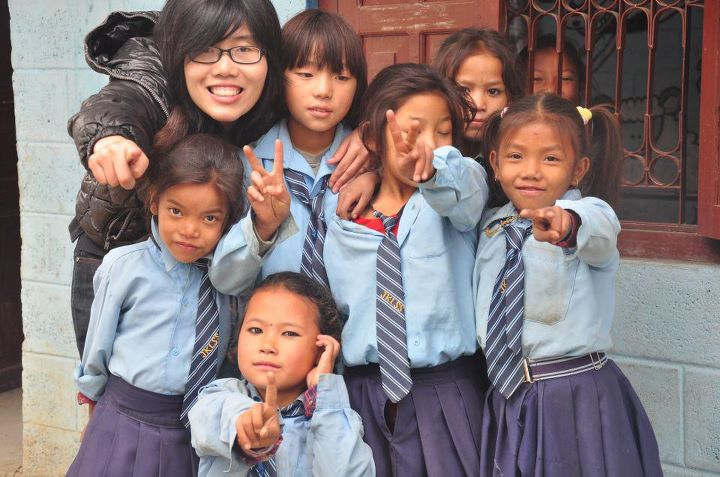
Школа для девочек, Непал
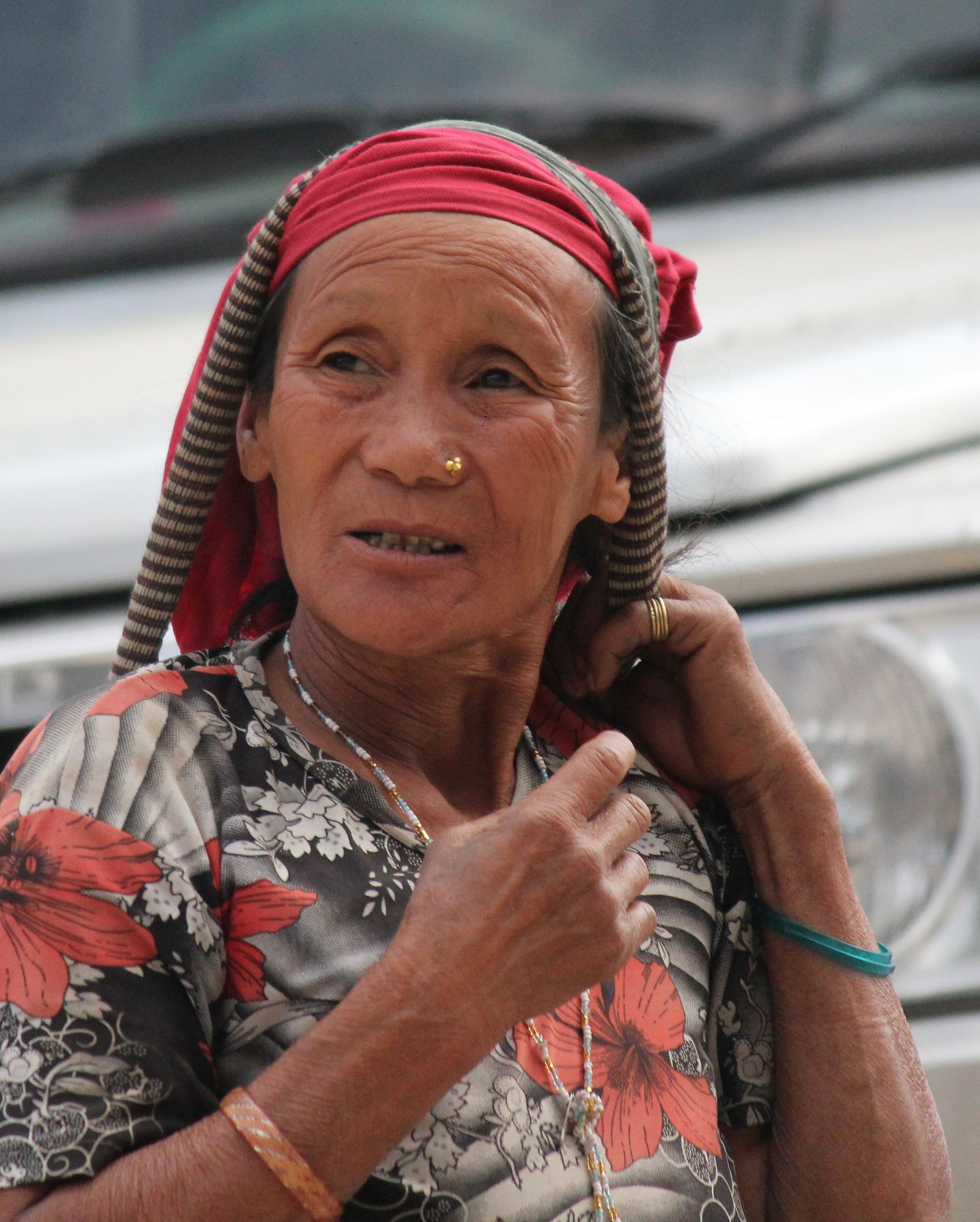
Портрет непальской женщины
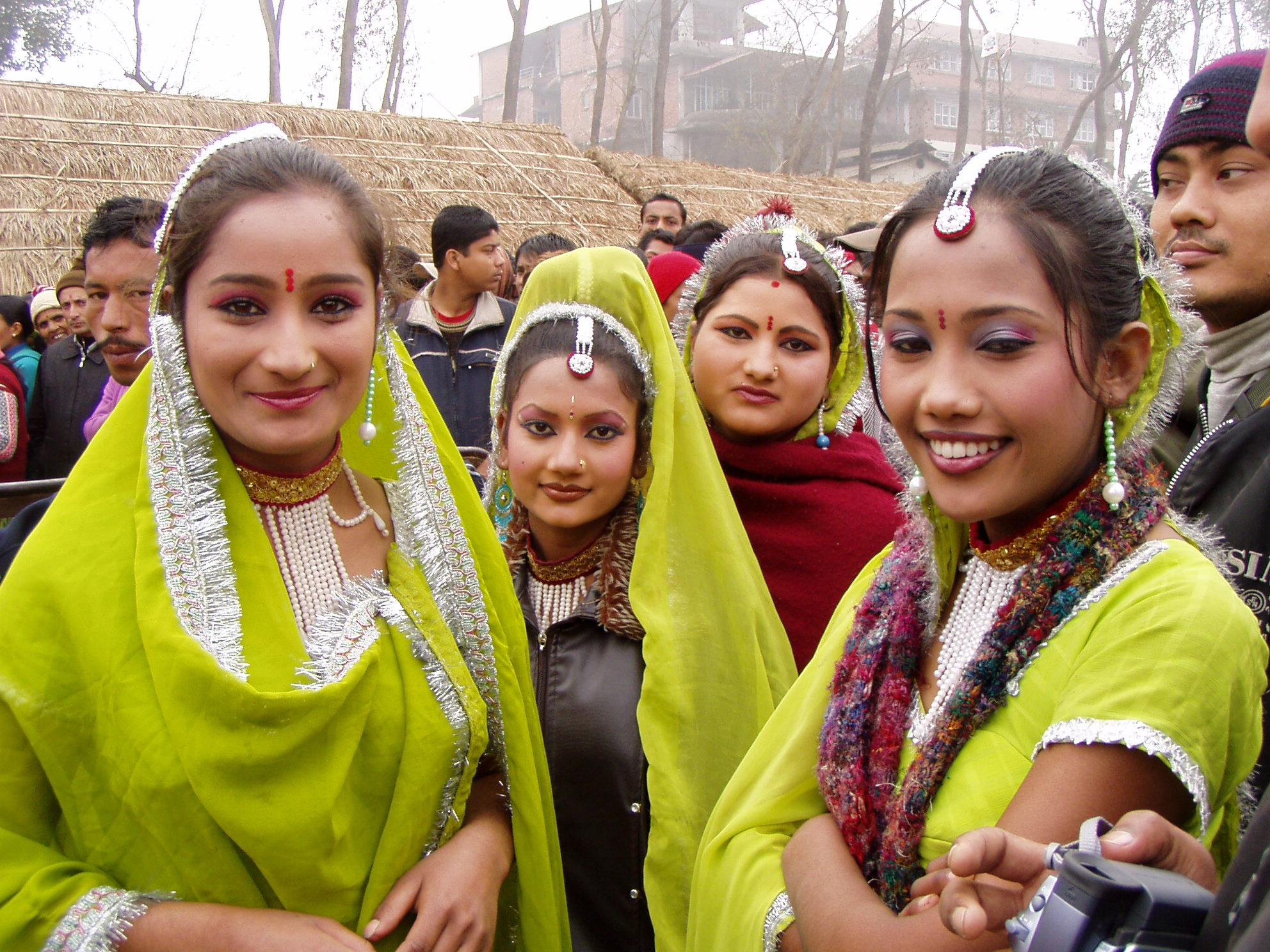
Танец молодой женщины
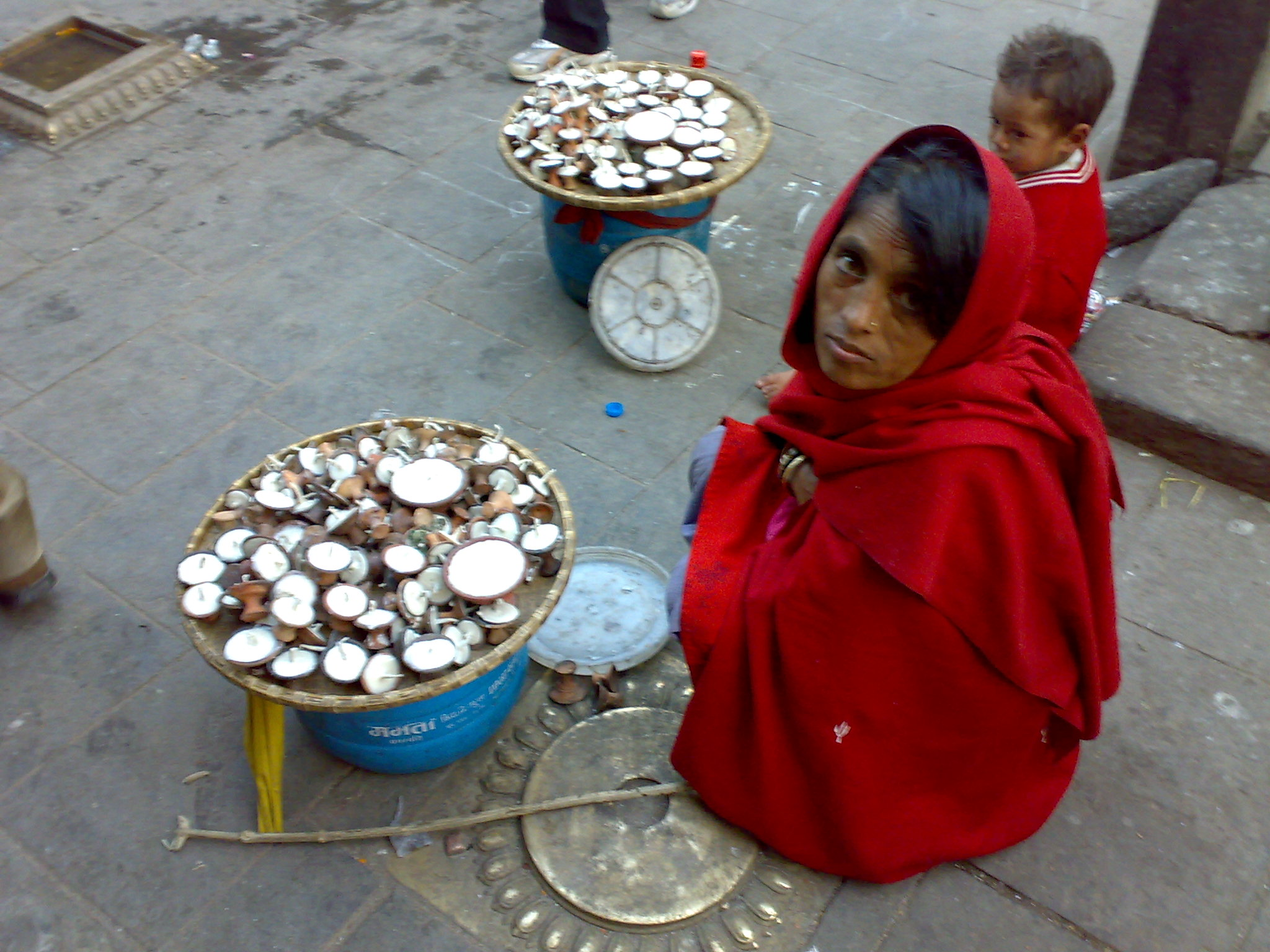
Женщина продаёт свечи
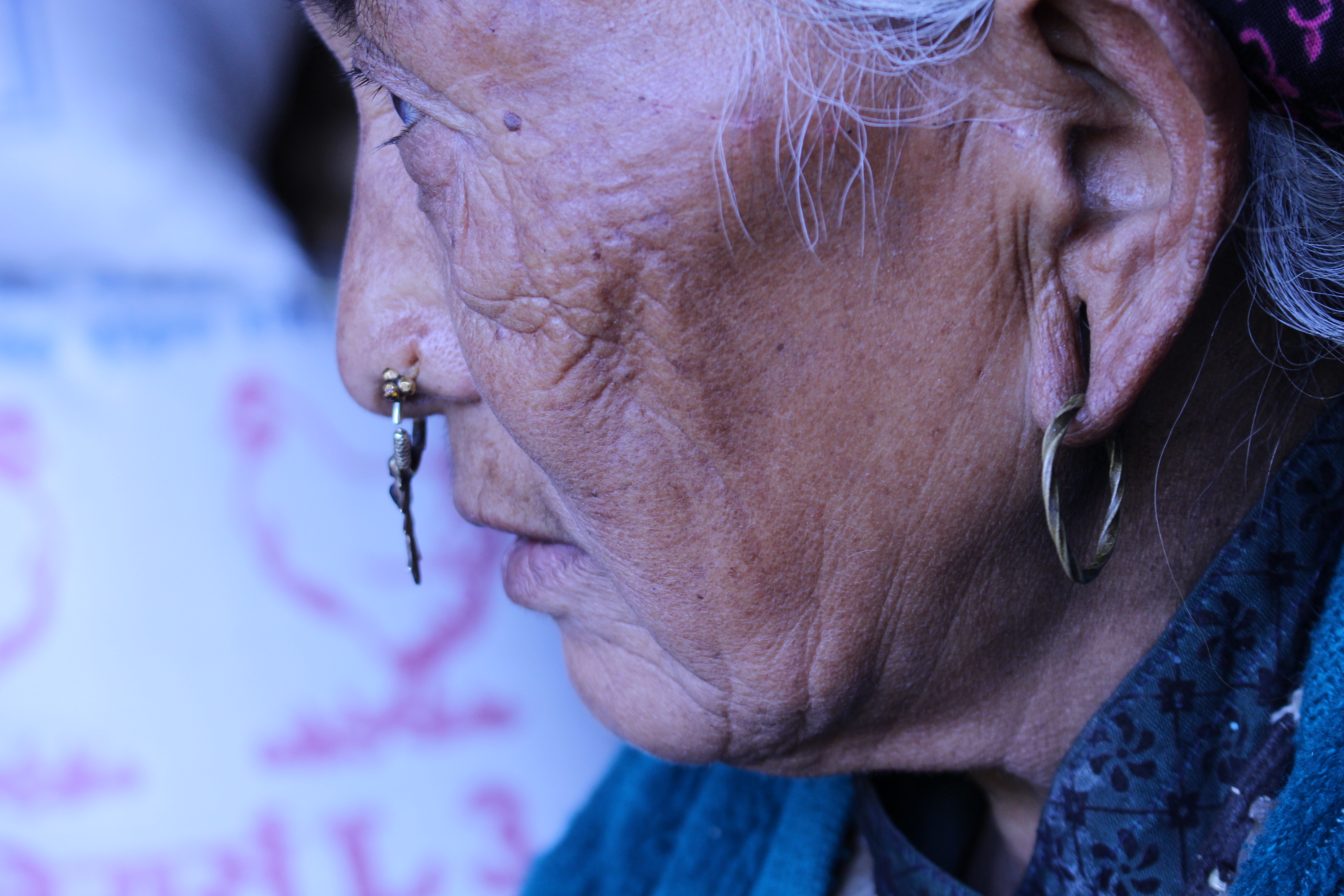
Пожилая непальская женщина